# Fürstentum Braunschweig-Wolfenbüttel
Das Fürstentum Braunschweig-Wolfenbüttel war ein Teilfürstentum des Herzogtums Braunschweig-Lüneburg, dessen Geschichte sich durch zahlreiche Teilungen und erneute Zusammenführungen auszeichnete. Verschiedene Teildynastien der Welfen regierten Braunschweig-Wolfenbüttel bis zur Auflösung des Heiligen Römischen Reichs Deutscher Nation im Jahre 1806. Durch den Wiener Kongress entstand im Jahre 1814 der Nachfolgestaat Herzogtum Braunschweig.

## Geschichte

### Mittelalter
Nachdem Otto das Kind, Enkel Heinrichs des Löwen, den früheren Allodialbesitz seiner Familie (im Bereich des heutigen östlichen Niedersachsens und nördlichen Sachsen-Anhalts gelegen) von Kaiser Friedrich II. am 21. August 1235 als Reichslehen unter der Bezeichnung Herzogtum Braunschweig-Lüneburg erhalten hatte, wurde das Land in den Jahren 1267/1269 von seinen Söhnen aufgeteilt.
Albrecht I. (auch Albrecht der Lange genannt) (1236–1279) erhielt die Gebiete um Braunschweig-Wolfenbüttel, Einbeck-Grubenhagen und Göttingen-Oberwald. Er begründete damit das Alte Haus Braunschweig und legte die Grundlage für das später so genannte Fürstentum Braunschweig-Wolfenbüttel. Sein Bruder Johann (1242–1277) erbte die Lande um Lüneburg. Er begründete das Alte Haus Lüneburg. Die Stadt Braunschweig blieb gemeinsames Herrschaftsgebiet.
Im Bereich Braunschweig(-Wolfenbüttel) kam es in den folgenden Jahrzehnten zu weiteren Teilungen. So spalteten sich zeitweilig die Linien Grubenhagen und Göttingen ab.

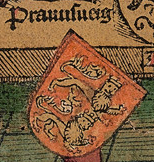
Wappen des Herzogtums in der Schedelschen Weltchronik von 1493

Inzwischen waren die Herzöge die ständigen Auseinandersetzungen mit den Bürgern der Stadt Braunschweig leid und verlegten im Jahre 1432 ihre Residenz in die Wasserburg Wolfenbüttel, die in einer sumpfigen Niederung des Flusses Oker ungefähr zwölf Kilometer südlich von Braunschweig lag. Das hier entstandene Schloss der braunschweig-lüneburgischen Herzöge wurde – im Verbund mit dem der herzoglichen Kanzlei, dem Konsistorium, den Gerichten und dem Archiv – zur Schaltzentrale eines riesigen Gebietes, von der aus der Wolfenbüttel-Braunschweigische Teil des Gesamtherzogtums regiert wurde. Für lange Zeit unterstanden ihr auch die Fürstentümer Calenberg-Göttingen und Grubenhagen, das Hochstift Halberstadt, große Gebiete des Hochstift Hildesheim und die Grafschaften Hohnstein und Regenstein, die Herrschaften Klettenberg und Lohra sowie Teile von Hoya an der Unterweser. Der Bedeutung des Hofes entsprach die Zahl benötigter Handwerker. Für diese, für Bürger und herzogliche Einrichtungen entstanden hunderte von Fachwerkgebäuden, anfangs ungeordnet, später auf herzoglichen Befehl ausgerichtet und brandtechnisch abgesichert. Im Jahre 1432 spalteten sich die vom (inzwischen) Mittleren Haus Braunschweig hinzugewonnenen Ländereien zwischen Deister, Weser und Leine als Fürstentum Calenberg unter Wilhelm dem Siegreichen ab, während Heinrich der Friedfertige Orte zwischen Oker und Aller erhielt. Auf dem Höhepunkt der Stadtentwicklung folgte der Heinrichstadt die Auguststadt im Westen und die Juliusstadt im Osten. Es folgten weitere Zusammenführungen und erneute Teilungen.
Nach der nunmehr zwölften Teilung im Jahre 1495, bei der das Fürstentum Braunschweig-Calenberg-Göttingen wiederum in seine Bestandteile zerlegt wurde, erhielt Erich der Ältere Orte zwischen Weser und Leine, Fürstentum Calenberg, Herzog Heinrich der Ältere erhielt das Land Braunschweig, für das nun die neue Residenz Wolfenbüttel namengebend wurde, plus einen Gebietsstreifen westlich des Harzes mit Seesen, Stauffenburg, Gandersheim, Greene, Lüthorst, Hohenbüchen, Homburg, Stadtoldendorf, Amelungsborn, Everstein und Fürstenberg. Die Bezeichnung Fürstentum Braunschweig-Wolfenbüttel setzte sich durch.

### Frühe Neuzeit

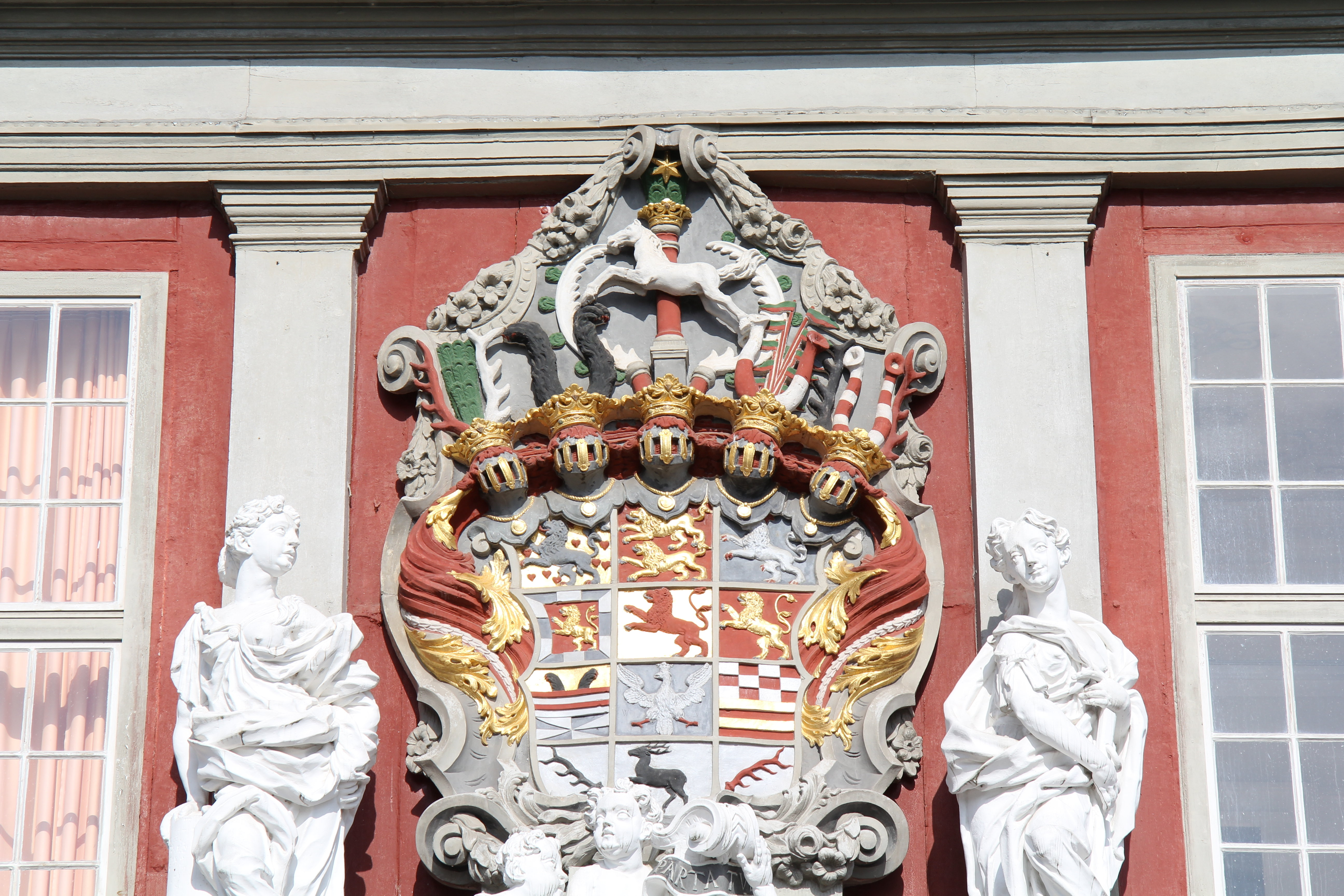
Wappen des Fürstentums in der Frühen Neuzeit

Es folgten die Regierungszeiten der Herzöge Heinrich der Jüngere, Julius und Heinrich Julius, unter deren Herrschaft die Residenz Wolfenbüttel ausgebaut und das Fürstentum deutschlandweit Bedeutung erlangen sollte.
Ab 1500 wurde Braunschweig-Wolfenbüttel Teil des Niedersächsischen Reichskreises.
1519 bis 1523 kam es zu kriegerischen Auseinandersetzungen mit dem Fürstentum Hildesheim, das bereits in der Schlacht von Dinklar Kontrahent gewesen war, und dem Fürstentum Lüneburg in der Hildesheimer Stiftsfehde, in deren Folge große Landgewinne zu verzeichnen waren. 1643 kam es zum Hildesheimer Rezess, in dem die Rückgabe dieser Zugewinne vereinbart wurde.

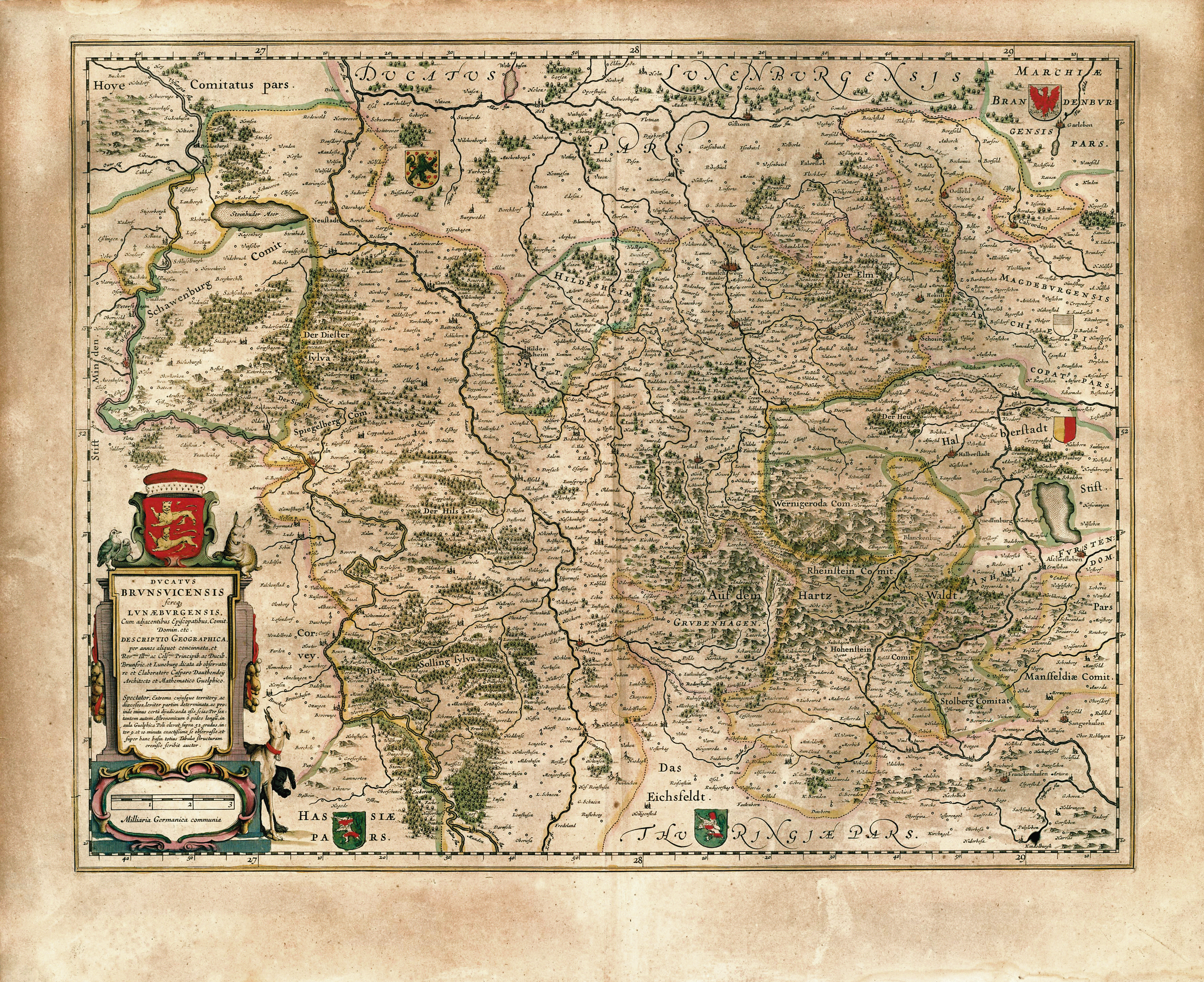
Ducatus Brunsvicensis, 1645

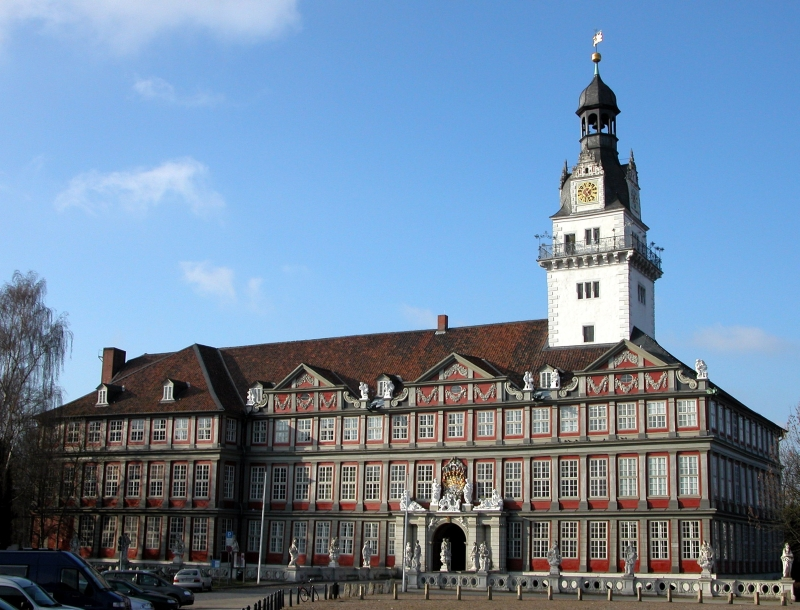
Schloss Wolfenbüttel

1571 wurden die Burg und der Ort Calvörde durch Herzog Julius Teil des Fürstentums. Nach dem Tod Erichs II. 1584 wurde Calenberg-Göttingen wieder von der Wolfenbütteler Linie der Welfen regiert.
Im Dreißigjährigen Krieg war Wolfenbüttel die stärkste Festung Norddeutschlands, überstand aber die Kriegszeit nur schwer beschädigt. Die Wolfenbütteler Linie starb während des Krieges 1634 mit Friedrich Ulrich aus.
Im Jahre 1635 trat Herzog August der Jüngere aus der Nebenlinie Lüneburg-Dannenberg die Herrschaft im Fürstentum an und begründete das Neue Haus Braunschweig. Unter seiner Regierung erreichte Wolfenbüttel die höchste kulturelle Blüte. Eine seiner größten Leistungen war der Aufbau der Herzog August Bibliothek, die zu der Zeit die größte Europas war. Im Jahre 1671 wurde ein alter Wunschtraum der Welfen-Herzöge wahr: Die gemeinsame Streitmacht der Teildynastien konnte die Stadt Braunschweig zurückerobern und in ihren Herrschaftsbereich eingliedern.
Nach dem erneuten Aussterben der Teildynastie musste 1735 noch mal eine Nebenlinie einspringen, diesmal mit Herzog Carl I. aus der 1666 begründeten Linie Braunschweig-Bevern. 
In den Jahren 1753/1754 wurde die Residenz der Herzöge von Wolfenbüttel wieder nach Braunschweig, in das neu erbaute Braunschweiger Schloss, zurückverlegt.
Die seit dem 15. Jahrhundert bestehende städtische Unabhängigkeit Braunschweigs ging damit verloren. Der Herzog vollzog somit was Trend war, und dabei störte auch nicht, dass der von Hermann Korb 1718 begonnene Schlossneubau am „Grauen Hof“ noch nicht fertig war. Die Auswirkungen auf Wolfenbüttel waren katastrophal, wie an den später entstandenen Fachwerkbauten abzulesen ist. 4000 Bürger folgten der herzoglichen Familie und Wolfenbüttels Bevölkerung sank von ehemals 12.000 auf 7000. Lediglich das Archiv, das Kirchenamt und die Bibliothek blieben als Brücke zurück. Aus Braunschweig vernahm man Spott: Wolfenbüttel sei zum „Witwensitz“ verkommen.
Die weiten Gartenflächen vor den drei Stadttoren (Herzogtor, Harztor, Augusttor) wurden den ehemaligen Gärtnern auf Erbpacht überlassen. Als Folge daraus entstanden Konservenfabriken, die Wolfenbüttel bis in das 20. Jahrhundert prägten. Vor dem Herzogtor wuchs die Zahl der Gärten, die sich schließlich bis zum Lechlumer Holz erstreckten. An dessen Südrand grüßte das 1733 anstelle eines Gartenhauses errichtete Lustschlösschen Antoinettenruh, ein Werk des für Wolfenbüttel so bedeutsamen Baumeisters Hermann Korb. Wolfenbüttel wurde zur Stadt der Schulen, 1753 wurde das Lehrerseminar gegründet, das im Waisenhaus begann und später in das Gebäude der heutigen Harztorwall-Schule umzog.

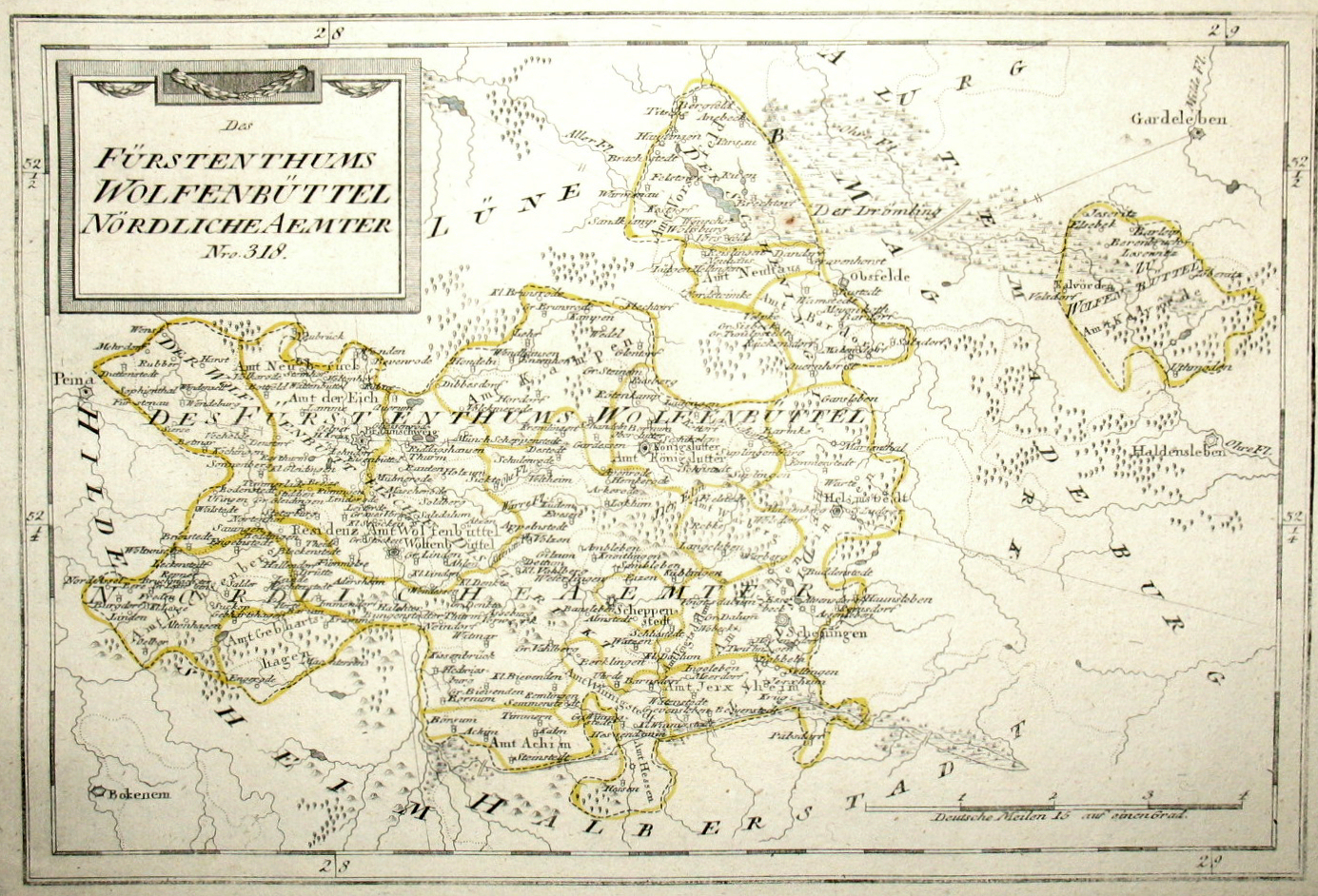
Nördliche Ämter des Fürstentums Braunschweig-Wolfenbüttel, um 1795

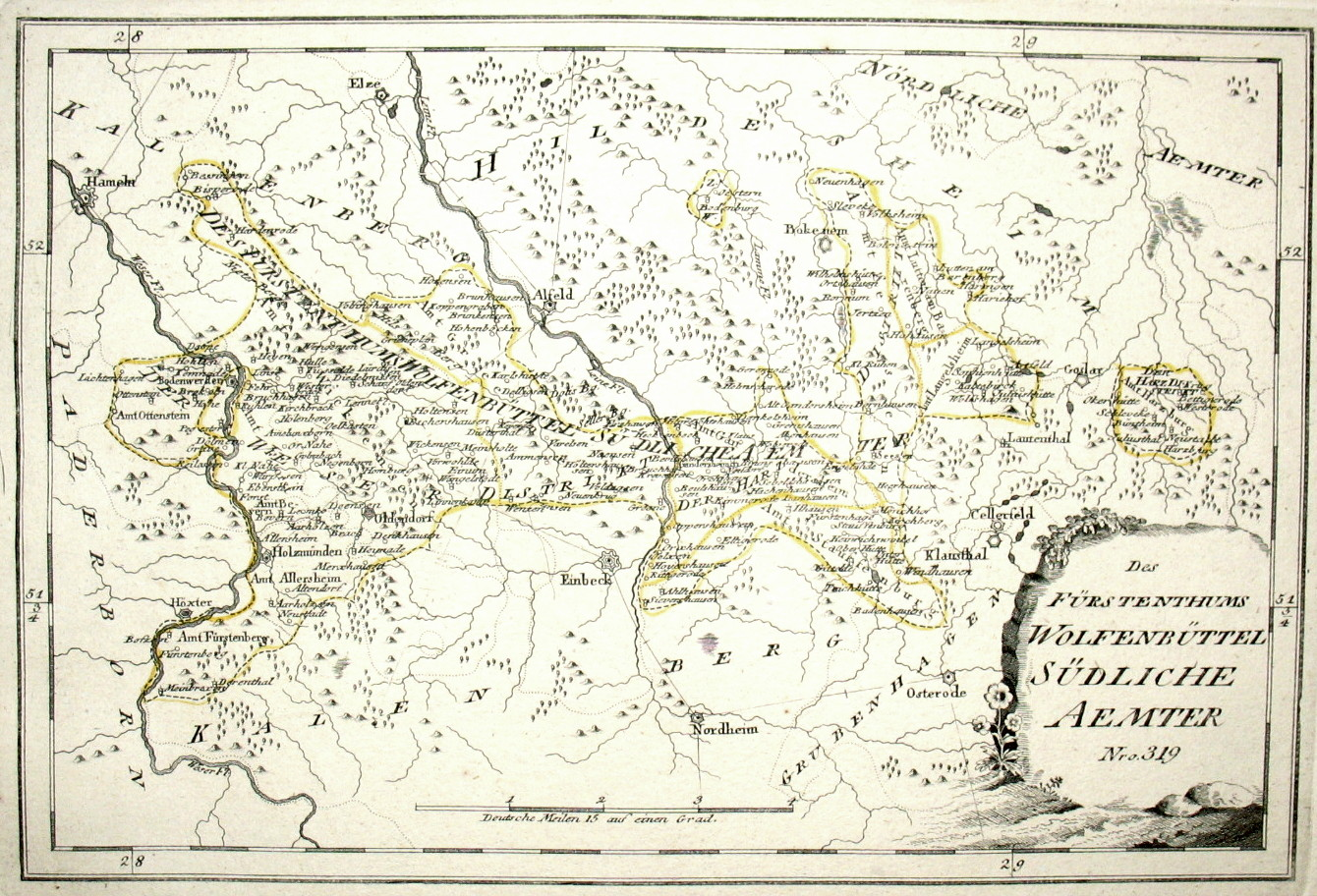
Südliche Ämter des Fürstentums Braunschweig-Wolfenbüttel, um 1795

Politisch wurde Braunschweig-Wolfenbüttel zu einem der engsten Verbündeten Preußens. Während kurz zuvor noch der habsburgische Kaiser durch Heiratspolitik der wichtigste Bezugspunkt war, wurde das Wolfenbütteler Welfen-Haus durch die Heirat des preußischen Kronprinzen Friedrich mit Elisabeth Christine eng an die Hohenzollern gebunden. Die Heirat wurde von Friedrich Wilhelm I. von Preußen und Ferdinand Albrecht angeordnet. Sie bildete die Grundlage für die spätere „Waffenbrüderschaft“ zwischen dem Kleinstaat und Preußen. Vor allem im Siebenjährigen Krieg dienten zahlreiche braunschweig-wolfenbüttelsche Offiziere in hohen Positionen in der preußischen Armee. Die Regimenter des Fürstentums deckten mit der Alliierten Armee im Westen Preußen und vor allem das verbündete Kurfürstentum Braunschweig-Lüneburg. Herausragender Vertreter der militärischen Verbundenheit Braunschweigs und Preußens war der Herzog von Braunschweig und Lüneburg, Erbprinz Ferdinand von Braunschweig-Wolfenbüttel.
In Carls I. Epoche fallen große Leistungen auf kulturellem und wissenschaftlichem Gebiet: Das Theater wurde gefördert und die Bildung vorangetrieben. 1753 wurde das herzogliche Kunst- und Naturalienkabinett – Vorläufer des Naturhistorischen Museums – gegründet. Die reichhaltigen Sammlungen waren von den braunschweigischen Herzögen zusammengetragen worden. Gefördert wurde dieses Vorhaben von Abt Jerusalem, dem Gründer des Collegium Carolinum. Nicht mehr Wolfenbüttel, sondern Braunschweig erlebte nun eine kulturelle Blüte.
1780 starb Herzog Carl I. Sein Nachfolger wurde sein ältester Sohn Karl Wilhelm Ferdinand. Im August 1784 hielt sich Johann Wolfgang von Goethe in einer politischen Mission in Braunschweig auf, als er als Weimarischer Minister seinen Herzog Carl August begleitete: In einer Situation, in der sich die politische Lage zwischen Österreich und Preußen wieder einmal zugespitzt hatte, traten einige deutsche Klein- und Mittelstaaten dem von Preußen initiierten Fürstenbund bei, den sie als ausgleichende Kraft sahen. Auch der Braunschweiger Herzog konnte am 30. August 1785 für den Bund gewonnen werden.

### Napoleonische Ära und Übergang zum Herzogtum Braunschweig
Durch den Reichsdeputationshauptschluss vom 25. Februar 1803 erhielt das Fürstentum die säkularisierten Stifte Gandersheim und Helmstedt.
1806 wurde Herzog Karl Wilhelm Ferdinand als preußischer General in der Schlacht bei Auerstedt tödlich verwundet. Nach kurzem Intermezzo war Braunschweig von 1807 bis 1813 durch die Franzosen besetzt und Teil des Königreiches Westphalen.
Nach dem Ende der napoleonischen Herrschaft wurde das Land unter dem Namen Herzogtum Braunschweig wiedererrichtet.

## Nebenlinie in Bevern
Das Fürstentum Braunschweig-Wolfenbüttel-Bevern entstand aus einer Erbstreitigkeit zwischen Ferdinand Albrecht I. und dessen Brüdern. Ferdinand Albrecht bekam 1667 das Schloss Bevern bei Holzminden zugesprochen. Er – und in der Folge sein Sohn Ferdinand Albrecht II. – waren Fürsten von Braunschweig-Wolfenbüttel-Bevern. 1735 übernahm Ferdinand Albrecht II. das Fürstentum Braunschweig-Wolfenbüttel, sodass das Fürstentum wieder im Gesamtfürstentum Braunschweig-Wolfenbüttel aufging.

## Verwaltungsstruktur
Das Fürstentum Braunschweig-Wolfenbüttel gliederte sich im Jahr 1793 in 118 Ämter. Davon waren 11 Städtische Gerichtsämter, 32 Haupt-Ämter, 19 Klostergerichte, 8 Fürstliche Gerichte, 22 adlige Gerichte mit Obergerichtsbarkeit, 21 adlige Gerichte ohne Obergerichtsbarkeit, 4 Glebasten-Gerichte ohne Obergerichtsbarkeit, und 1 adliges Komturei-Gericht. Alle diese Gebiete hatten die Zuständigkeiten eines Amts und Sitz und Stimme in der Braunschweigischen Ständeversammlung, obwohl sie von sehr unterschiedlicher Größe, Rechtsform und Bedeutung waren. Die Erbkämmerer im Herzogtum Braunschweig und somit auch des Fürstentums wurden seit 1250 traditionell von der Adelsfamilie von Cramm gestellt.
Die Ämter waren in zwei Hauptgebiete (nördliche und südliche Ämter) und diese in je zwei Hauptbezirke eingeteilt. Zu den nördlichen Ämtern zählten der Wolfenbüttelsche Bezirk um die Hauptstadt und die Residenzstadt sowie der Elmsche Bezirk um Helmstedt mit dem isoliert liegenden Amt Calvörde. Die südlichen Ämter wurden vom Harzbezirk und dem Weserbezirk gebildet.
Außerdem gab es das exterritorial bei Verden liegende Amt Thedinghausen und das im Südostharz liegende Fürstentum Blankenburg. Seit 1731 war das Fürstentum dauernd mit Braunschweig-Wolfenbüttel in Personalunion verbunden, blieb jedoch bis 1805 selbständiger Reichsstand. Eine staatsrechtliche Besonderheit war der Bezirk Kommunion Unterharz, der zeitweise gemeinsam mit dem Kurfürstentum Hannover verwaltet wurde.

## Agrarverfassung
Nach Bornstedt wurde die Leibeigenschaft mit dem „Receß vom 17. Mai 1433“ durch Heinrich den Friedsamen aufgehoben. Bornstedts Meinung nach ist Braunschweig-Wolfenbüttel damit das erste Fürstentum im Heiligen Römischen Reich, in dem die Leibeigenschaft abgeschafft wurde.
Der Recess beinhaltete, dass alle Willkür bei den Abgaben der Meier vor allem im Todesfall der Bauern entfiel. Der Eigentümer des Meiergutes blieb zwar der Grundherr. Aber nun konnte auch der Meier kündigen. Das Verbot der Willkür führte allerdings meist dazu, dass die Meierfamilie beim Ablauf der Kontrakte oder beim Tod des Bauern nicht abzog, das Abmeiern also unterblieb. 1563 wurde durch Heinrich den Jüngeren verordnet, dass alle sechs Jahre Meier und Grundherr um die Weiterführung des Bauerngutes zu handeln hatte, später wurde die auf neun Jahre verlängert. Herzog Heinrich Julius machte mit seinem Landtagsabschied von 1597 die Bauernhöfe erblich.
Mit der braunschweigischen Ablösungsordnung des Herzogtums Braunschweig (dem „Rechtsnachfolger“) vom 20. Dezember 1834 wurde die Abhängigkeit der Bauern abgeschafft. Die Bauern konnten sich freikaufen, das Geld dafür konnten sie sich von der Herzoglichen Leihanstalt leihen. Ende des 19. Jahrhunderts folgte die Separation.

## Bevölkerungsentwicklung
| Jahr       | Einwohner         | Bemerkung                              | Quelle | Zeitleiste |
| ---------- | ----------------- | -------------------------------------- | ------ | ---------- |
| 1663/ 1664 | 63.000 bis 67.000 | 47.691 kopfsteuerpflichtige Einwohner. | [ 8 ]  |            |
| 1760       | 153.980           |                                        | [ 9 ]  |            |
| 1788       | 184.708           |                                        | [ 9 ]  |            |
| 1793       | 191.713           |                                        | [ 9 ]  |            |
| 1799       | 200.164           |                                        | [ 9 ]  |            |
| 1804       | 208.000           |                                        | [ 10 ] |            |